# فوستر كانليف
فوستر كانليف (بالإنجليزية: Foster Cunliffe)‏ (17 أغسطس 1875 في المملكة المتحدة - 10 يوليو 1916) هو مؤرخ ولاعب كريكت بريطاني (وحمل سابقاً جنسية المملكة المتحدة لبريطانيا العظمى وأيرلندا).